# Алиев, Умар Айсаевич
Умар Айсаевич Алиев (1878, с. Урахи, Дагестанская область, Российская империя — 1949, г. Махачкала, Дагестанская АССР, РСФСР, СССР) — Герой Гражданской войны, революционер. Заместитель председателя Совета народных комиссаров Дагестанской АССР (1937—1943), нарком просвещения (1919—1920) и социального обеспечения Дагестанской АССР (1934—1937). Член Президиума Центрального исполнительного комитета Дагестанской АССР.

## Биография
Родился в 1878 году в с. Урахи Даргинского округа Дагестанской области в семье крестьянина. По национальности — даргинец.
Учился в медресе, далее выучился русской грамоте. С малых лет начал ездить на заработки в Баку, Грозный на нефтепромыслы, рабочим на железную дорогу, на Кизлярские виноградники.
Во время Гражданской войны Краснознаменец, а далее Командир взвода Урахинского сводного отряда Красных партизан. Участвовал в боевых действиях на Аркасском фронте, в сражениях в Ая-Кака, Манасской кинжальной битве, в боевых действиях в районе Дербента. Лично ликвидировал более 20 деникинских солдат — белогвардейцев.
В 1919—1921 годы — Народный комиссар просвещения Ревкома Северного Кавказа и Дагестанской республики.
По окончании Гражданской войны его избирают Председателем сельского Совета селения Урахи. В сельсовет входили сёла Урахи, Аймаумахи, Ванашимахи, Аялизимахи, Верхнее и Нижнее Махаргимахи, Аямахи, Верхнее и Нижнее Мулебки, Бурдеки и Сугурбимахи.
В 1924 году ликвидируя бандитскую ячейку, засевшую в селе, председатель сельсовета У. Алиев был ранен.
В 1925 году Приказом Реввоенсовета СССР № 773, «За героическое участие в борьбе с белогвардейцами и заслуги в установлении Советской власти в Дагестане», Командир взвода Урахинского отряда Красных частей Умар Алиев награждён орденом Красного Знамени.
В 1922—1937 г.г — Член Президиума ДагЦИК 2, 3 и 4 созывов.
В 1930—1934 г.г — Председатель Сергокалинского райисполкома.
В 1934—1937 г.г — Народный комиссар социального обеспечения Дагестанской АССР.
В 1937—1943 г.г — Заместитель Председателя Совнаркома Дагестанской АССР.
В 1943 году Умар Айсаевич становится председателем колхоза им. Жданова в с. Верхнее Махаргимахи, где колхоз под его руководством за короткое время занял одно из первых мест в районе.
В 1949 году трагически погиб при дорожном происшествии.

## Награды
- Орден Боевого Красного Знамени. Приказ РВСР СССР № 773, 1925 год.
- Медаль XX лет РККА 1938 год.
- Медаль 30 лет Советской Армии и флота 1948 год.
- Почётная Грамота ЦИК СССР 1928 год.
- Почётное революционное оружие — именная сабля 1921 год.

## Память
- Мемориальная доска в доме в с. Урахи
- Мемориальная плита в районном центре с. Сергокала